# 沙圪堵镇
沙圪堵镇，是中华人民共和国内蒙古自治区鄂尔多斯市准格尔旗下辖的一个乡镇级行政单位。

## 行政区划
沙圪堵镇下辖以下地区：
府欣社区、开源社区、育才社区、迎宾社区、鑫鑫社区、富民社区、敖靠塔村、忽昌梁村、五字湾村、双山梁村、伏路村、特拉沟门村、不拉村、安定壕村、纳林村、刘家渠村、速机沟村、乌拉素村、常胜店村、榆树塔村、寨子塔村、贾浪沟村、庙壕村、西营子村、哈拉沟村、神山村、乌素沟村、张家圪堵村、四道包村、布尔洞沟村、石窑沟村和打麻梁村。